# Amorceband

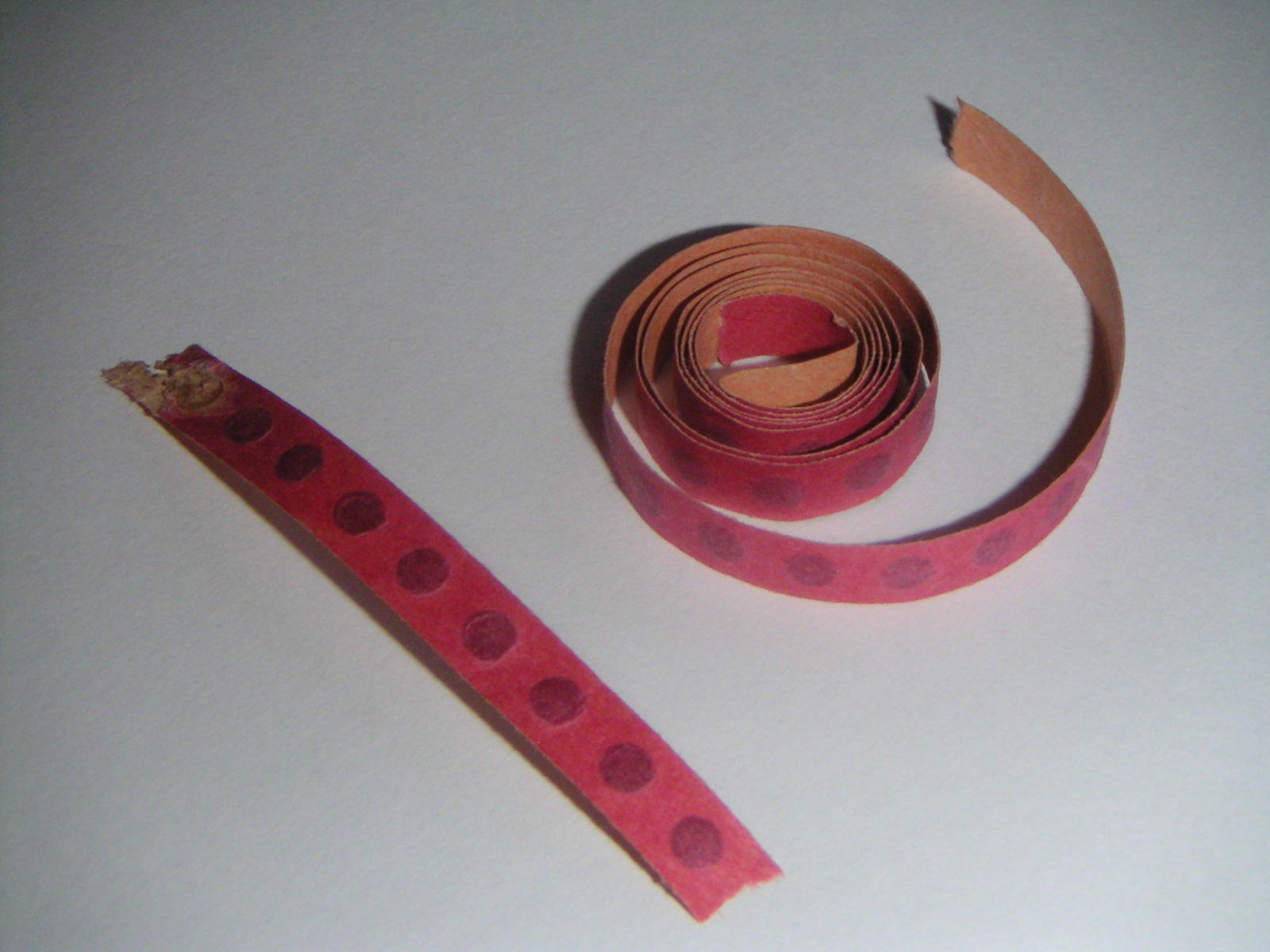

Amorceband is de naam van een ontstekingshulpmiddel dat bestaat uit twee op elkaar gelijmde papierstroken waartussen zich op regelmatige afstanden puntvormige laagjes ontvlambare stof bevinden.
Deze stof bestaat uit een mengsel van kaliumchloraat, zwavelantimoon en rode fosfor. Met een hamermechanisme wordt een dergelijk puntje tot ontsteking gebracht, waarbij een knal ontstaat en vonken worden gevormd. Met een wieltje wordt de band vervolgens een positie verder geleid.
Hoewel reeds bekend vóór 1823, werd amorceband sinds 1870 in met benzine of petroleum gevulde aanstekers toegepast. Een watje of lont, in deze brandstof gedrenkt, kwam dan door de vonken tot ontbranding.
Dergelijke aanstekers waren vooral geschikt voor sigaretten, omdat het aansteken van pijp of sigaar tamelijk lang duurde, waarbij het aroma door de benzinedamp ongunstig werd beïnvloed.
Tegenwoordig wordt amorceband nog toegepast in kinderspeelgoed, zoals klappertjespistolen, terwijl kinderen ook vreugde vinden in het tussen twee steentjes laten knallen van deze klappertjes.